# Santa Isabel de Utinahica
Santa Isabel de Utinahica (ca. 1610-ca. 1640) era una missió espanyola del segle XVII segons creu el Museu Fernbank d'Història Natural que s'ubicaria en l'actual comtat de Telfair (Geòrgia) prop de Jacksonville. Va servir a la tribu utinahica, que vivia a la zona. La petita missió va ser part d'una sèrie de missions establertes en el que llavors era l'extrem nord de la colònia de la Florida espanyola, similar a les missions espanyoles a Califòrnia o Mèxic.
Funcionà durant aproximadament dues dècades al segle XVII. La missió va ser un lloc d'avançada religiosa que consistia en un frare catòlic enviat a convertir i controlar els nadius a les vores de la colònia. El nom Utinahica va ser pres del cacicat amerindi local, ells mateixos part dels timucua i possiblement, avantpassats dels actuals creek.
La ubicació exacta de la missió no es coneix actualment amb certesa. A l'abril de 2006 el Museu Fernbank d'Història Natural i el Departament de Recursos Naturals de Geòrgia van començar tres temporades d'estiu d'excavació arqueològica on convergeixen els rius Ocmulgee i Oconee per formar el riu Altamaha. No s'ha trobat evidències de la missió, i només es trobaren evidències arquitectòniques i artefactes muskogi (proto-creek), a més d'alguns articles comercials de probable origen espanyol. Al segle XVII els espanyols es referien al riu Altamaha com el riu de Santa Isabel, després de la missió de curta durada.